# Ana Esmeralda
Ana Esmeralda (Tetuão, 07 de dezembro de 1928 - São Paulo, 28 de novembro de 2022) foi uma atriz, bailarina e coreográfa radicada no Brasil desde a década de 1950.

## Biografia
Ana Esmeralda nasceu no antigo protetorado espanhol do Marrocos, na cidade de Tetuão, em 12 de dezembro de 1928. Com apenas 3 meses de idade, passou a residir em Sevilha; aos 13 anos, começou os estudos de dança. Sua carreira profissional teve início em 1944, em Madri.
Integrou o elenco de Rapsódia Espanhola, a convite do marquês de Montemor, participando de uma turnê pela Europa. Dedicou-se, posteriormente, aos estudos de balé clássico e espanhol, o “escuela bolera”, com Luísa Pericet, e depois o flamenco, com La Kika, El Estampio e Enrique El Cojo. Estreou como bailarina solista na Europa, após esse período. 
Em 1954, veio ao Brasil, para participar do 1.º Festival de Cinema de São Paulo, no qual conhece o produtor de cinema Mário Audrá (1921-2004), que a convidou para protagonizar o filme Quem matou Anabela? (1956).
Em 1965, após participar do célebre São Paulo, Sociedade Anônima, de Luís Sérgio Person, abandonou a carreira de atriz e dedicou-se exclusivamente à dança. Em 1986, fundou o "Ballet Ana Esmeralda", que funcionou até 2006. Amante do flamenco, dedicou-se à dança até 2022.
Faleceu em 22 de novembro de 2022, de causas não reveladas. 

## Filmografia
| Ano  | Título                        | Personagem        | Notas          |
| ---- | ----------------------------- | ----------------- | -------------- |
| 2022 | Esmeralda: A Joia do Flamenco | Ela Mesma         | Documentário   |
| 2010 | Jardín Cerrado                | Pérsefone         | Curta-metragem |
| 1965 | São Paulo, Sociedade Anônima  | Hilda             |                |
| 1964 | La Cesta                      | Teresa            |                |
| 1961 | Don José, Pepe y Pepito       | Francis           |                |
| 1960 | El vagabundo y la estrella    | Mercedes Abril    |                |
| 1959 | La casa de la Troya           | Carmina Castro    |                |
| 1959 | Llegaron dos hombres          | —                 |                |
| 1956 | Quem Matou Anabela?           | Anabela           |                |
| 1953 | Siempre Carmen                | Carmen, la gitana |                |
| 1953 | María Dolores                 | María Dolores     |                |
| 1953 | Bronce y luna                 | Azucena Heredia   |                |
| 1951 | Lola la Piconera              | 'Bailaora' gitana |                |
| 1949 | El amor brujo                 | Candelas          |                |
| 1948 | La casa de las sonrisas       | Bailarina en café |                |